# Les Sims Medieval : Pirates et Nobles
Les Sims Medieval : Pirates et Nobles est jeu vidéo développé en 2011 par The Sims Studio et publié par Electronic Arts. Il est le premier pack d'extension (appelé adventure pack dans cette série) pour Les Sims Medieval sortie pour Microsoft Windows et Mac OS X. Le jeu a été publié en Amérique du Nord le 30 août 2011 et dans le reste du monde le 2 septembre 2011.

## Caractéristiques
Le pack d'extension dispose d'un nouveau royaume jouable, de nouveaux traits de caractère et légendaire, de nouveaux vêtements, plus de 140 nouveaux objets, de nouvelles quêtes et de nouvelles interactions sociales. Il y a aussi un nouveau trésor à trouver avec des cartes, des pelles et des dangers,. Le pack inclus également des animaux de compagnie, de nouveaux pirates et une nouvelle créature, le bébé dragon, qui est une nouvelle cause de la mort des Sims.

## Éditions
En plus de l'édition de base, il existe une édition incluant cette extension en plus du jeu de base appelée Les Sims Medieval Deluxe.